# Lin Shaye
Linda "Lin" Shaye (Detroit, Michigan, 1943. október 12. –) amerikai színésznő.
Öt évtizedet átívelő színészi pályafutása során számos horrorfilmben feltűnt, kiérdemelve a sikolykirálynő titulust. Horrorszereplései közé tartozik a Rémálom az Elm utcában-filmek két része, a Rémecskék (1986) és a Rémecskék 2. (1988), az Amityville: Az új generáció (1993), a Zsákutca (2003), az Insidious-filmek négy része, az Ouija (2014) és az Ouija: A gonosz eredete (2016).
A horrorfilmek mellett könnyedebb vígjátékokból is ismert, főként a Farrelly testvérek műveiből: Dumb és Dumber – Dilibogyók (1994), Tökös tekés (1996), Keresd a nőt! (1998).

## Fiatalkora
A michigani Detroitban született, Dorothy (született Katz; 1914 - 1989) háziasszony és Max Mendle Shaye (1911 - 2004) festő és a detroiti szupermarket tulajdonos lányaként. A bátyja Robert Shaye filmproducer. Családja zsidó; édesanyja Oroszországban született, apai nagyszülei pedig Romániából származnak, és Michiganben telepedtek le.
Shaye színészetet tanult a Michigani Egyetemen, mielőtt New Yorkba költözött, hogy Off Broadway produkciókban szerepeljen. 1977-ben Los Angelesbe költözött, hogy színészi karrierjét folytassa.

## Színészi pályafutása
Első nagyjátékfilmes szerepe az 1975-ben bemutatott Hester utca című filmben volt, melyben egy kisebb szerep erejéig egy prostituáltat alakított. A New York-i bemutatóra szüleit is meghívta, ám ők nem voltak elragadtatva lányuk szerepétől. Következő filmje a Jack Nicholson által rendezett Irány délre! (1978) című western-vígjáték volt. Ezt újabb kisebb filmszerepek követték: a Rémálom az Elm utcában (1984) című horrorfilmben egy tanárnőt, a Különös kegyetlenséggel (1987) című akcióthrillerben egy hivatalnokot játszott. Előbbi filmbe testvére, Robert Shaye révén került be, aki a horrorfilmet forgalmazó New Line Cinema alapítója volt.
1994-ben dolgozott együtt először a Farrelly testvérekkel, a Dumb és Dumber – Dilibogyók című nagysikerű filmvígjátékban. 1996-ban a Tökös tekés című filmjükben kapott szerepet. 1998-ban a Keresd a nőt! című romantikus vígjátékukban tűnt fel, mint a Cameron Diaz által alakított főszereplő komikusan lebarnult bőrű szomszédja, Magda. Shaye filmbéli bőrszínének eléréséhez minden egyes alkalommal négyórányi sminkelésre volt szükség. 1999-ben a Detroit Rock City című zenés filmben az egyik főszereplő tizenéves fiú bigottan vallásos édesanyját játszotta, aki próbálja megakadályozni, hogy fia eljusson egy Kiss-koncertre.
2008-ban nyílt lehetősége szerepelni James Wan és Leigh Whannell Doggie Heaven című rövidfilmjében. Ezután megkapta Elise Rainier parapszichológus szerepét a két filmes által megalkotott Insidious című horrorfilm-sorozatban. Elsőként a 2010-es Insidious – A testen kívüli című részben alakította Elise-t. A forgatókönyvről a következőket mesélte egy interjúban: „Amikor elolvastam, a frászt hozta rám. Az ágyban olvastam el és amikor befejeztem, levittem a földszintre és bezártam a szekrénybe. Még a velő is megfagyott a csontjaimban a sztori miatt.” A további folytatásokban is feltűnt, legutóbb a 2023-as Insidious – A vörös ajtóban.

## Magánélete
Shaye kétszer volt házas. Első férje Marshall Rubinoff író és zenész 1968-ban hunyt el 24 évesen. 1988-ban feleségül ment Clayton Landey színészhez, akivel együtt szerepelt a 2002-es Wish You Were Dead című filmben. A párnak egy gyermeke született, mielőtt 2003-ban elváltak.

## Filmográfia

### Film
| Év   | Magyar cím                                 | Eredeti cím                             | Szerep                      | Magyar hang        |
| ---- | ------------------------------------------ | --------------------------------------- | --------------------------- | ------------------ |
| 1975 | Hester utca                                | Hester Street                           | prostituált                 |                    |
| 1978 | Irány délre!                               | Goin' South                             | napernyős hölgy             |                    |
| 1980 | Jesse James balladája (Hosszútávú lovasok) | The Long Riders                         | Kate                        |                    |
| 1982 |                                            | Alone in the Dark                       | recepciós                   |                    |
| 1982 |                                            | Jekyll and Hyde... Together Again       | ápolónő távirattal          |                    |
| 1984 | Rémálom az Elm utcában                     | A Nightmare on Elm Street               | tanárnő                     | Tóth Judit         |
| 1985 | Szórd a pénzt és fuss! (Brewster milliói)  | Brewster's Millions                     | újságíró                    |                    |
| 1986 | Rémecskék                                  | Critters                                | Sally                       | Halász Aranka      |
| 1987 | Különös kegyetlenséggel                    | Extreme Prejudice                       | banki ügyintéző             | Tátrai Zita        |
| 1987 | Élet-halál tánc                            | Slam Dance                              | könyvtáros                  |                    |
| 1987 | Gyilkos az űrből (A rejtőzködő)            | The Hidden                              | Carol Miller                | Kocsis Mariann     |
| 1987 | A menekülő ember                           | The Running Man                         | propaganda hivatalnok       |                    |
| 1988 | Rémecskék 2.                               | Critters 2: The Main Course             | Sal                         | Ullmann Zsuzsa     |
| 1988 | Szíveslátás, vendégirtás                   | Lucky Stiff                             | elkényeztetett gyerek anyja |                    |
| 1990 | A szerelem könyve                          | Book of Love                            | Mrs. Flynn                  |                    |
| 1990 | Adj rá kakaót!                             | Pump Up the Volume                      | szülő a szülői értekezleten |                    |
| 1992 |                                            | Roadside Prophets                       | Celeste                     |                    |
| 1993 | Haláli fegyver                             | Loaded Weapon 1                         | szemtanú                    | Kocsis Mariann     |
| 1993 | A beugró                                   | The Temp                                | Rosemary                    |                    |
| 1993 | Ki szeret a végén?                         | Three of Hearts                         | operátor                    |                    |
| 1993 | Amityville: Az új generáció                | Amityville: A New Generation            | Turner ápolónő              |                    |
| 1993 | Néha a csajok is úgy vannak vele           | Even Cowgirls Get the Blues             | Rubber Rose szobalány       |                    |
| 1994 | Corrina, Corrina                           | Corrina, Corrina                        | dadusjelölt                 |                    |
| 1994 | Rémálom az Elm utcában 7.                  | Wes Craven's New Nightmare              | kórházi nővér               |                    |
| 1994 | Dumb és Dumber – Dilibogyók                | Dumb & Dumber                           | Mrs. Neugeboren             | Czigány Judit      |
| 1995 | A vadak útján                              | The Nature of the Beast                 | Carol Powell                |                    |
| 1996 | Tökös tekés                                | Kingpin                                 | háztulajdonos               | Illyés Mari        |
| 1996 | Az utolsó emberig                          | Last Man Standing                       | Madame                      |                    |
| 1997 | Tégy egy szívességet!                      | Trading Favors                          | Darla                       | Menszátor Magdolna |
| 1998 | A csók                                     | Living Out Loud                         | Lisa ápolónője              |                    |
| 1998 | Keresd a nőt!                              | There's Something About Mary            | Magda                       | Tóth Judit         |
| 1999 | Detroit Rock City                          | Detroit Rock City                       | Mrs. Bruce                  | Kovács Nóra        |
| 2001 | Húgom, nem húgom                           | Say It Isn't So                         | Bautista nővér              | Illyés Mari        |
| 2002 |                                            | Wish You Were Dead                      | Jinny Macintosh             |                    |
| 2002 | Hajó a vége                                | Boat Trip                               | Sonya edző                  | Bessenyei Emma     |
| 2003 | Apámra ütök                                | Who's Your Daddy?                       | Ms. Harding                 |                    |
| 2003 | Szexi party                                | National Lampoon's Barely Legal         | Tequila                     |                    |
| 2003 | Dumb és Dumber – Miből lesz a dilibogyó    | Dumb and Dumberer: When Harry Met Lloyd | Margie                      |                    |
| 2003 | Zsákutca                                   | Dead End                                | Laura Harrington            | Csere Ágnes        |
| 2003 | Túl közeli rokon                           | Stuck on You                            | sminkes                     |                    |
| 2004 |                                            | The Hillside Strangler                  | Jenny Buono                 |                    |
| 2004 | Los Angeles-i tündérmese                   | A Cinderella Story                      | Mrs. Wells                  | Molnár Zsuzsa      |
| 2004 | Mobil                                      | Cellular                                | egzotikus autó sofőrje      | nem szólal meg     |
| 2005 |                                            | Hate Crime                              | Kathleen Slansky            |                    |
| 2005 |                                            | Confessions of an Action Star           | Samantha Jones              |                    |
| 2005 |                                            | 2001 Maniacs                            | Granny Boon                 |                    |
| 2005 | Dögölj meg, édes!                          | Drop Dead Sexy                          | Ma Muzzy                    |                    |
| 2006 |                                            | Unbeatable Harold                       | Jeannie                     |                    |
| 2006 | Szörföljetek lúzerek!                      | Surf School                             | Larry anyja                 |                    |
| 2006 | Vegas Baby                                 | Bachelor Party Vegas                    | Cassandra                   | Illyés Mari        |
| 2006 | Gengszter horror                           | Hood of Horror                          | Clara                       | Illyés Mari        |
| 2006 | Kígyók a fedélzeten                        | Snakes on a Plane                       | Grace                       | Pálos Zsuzsa       |
| 2006 |                                            | Driftwood                               | Nancy Forrester             |                    |
| 2006 | Ezt kapd ki!                               | National Lampoon's Pledge This!         | Miss Prin                   |                    |
| 2006 | Rémségek völgye                            | Hoboken Hollow                          | Mrs. Brodrick               | Molnár Zsuzsa      |
| 2007 |                                            | Homo Erectus                            | tárlatvezető                |                    |
| 2007 |                                            | Kush                                    | Susan                       |                    |
| 2008 |                                            | Killer Pad                              | Marge                       |                    |
| 2008 | Rémségek háza                              | Asylum                                  | String anyja                |                    |
| 2009 | A nővérem húga                             | My Sister's Keeper                      | Adele nővér                 |                    |
| 2009 | Amerikai gólyahír                          | American Cowslip                        | Lou Anne                    |                    |
| 2010 |                                            | Small Town Saturday Night               | Phyllis                     |                    |
| 2010 | 2001 őrült: A sikolyok mezeje              | 2001 Maniacs: Field of Screams          | Granny Boone                |                    |
| 2010 |                                            | Killer by Nature                        | Leona Whitmore              |                    |
| 2011 | Insidious – A testen kívüli                | Insidious                               | Elise Rainier               | Tímár Éva          |
| 2011 |                                            | Sedona: The Motion Picture              | Claire                      |                    |
| 2011 | Egy régi jó tivornya                       | A Good Old Fashioned Orgy               | Dody                        | Kassai Ilona       |
| 2011 | Horror az autósmoziban                     | Chillerama                              | Maleva nővér                |                    |
| 2011 | Szédületes éjszaka                         | Take Me Home                            | Jill                        |                    |
| 2011 | Rosewood köz                               | Rosewood Lane                           | Mrs. Hawthorne              |                    |
| 2012 | A dilis trió                               | The Three Stooges                       | nővér                       |                    |
| 2012 | Roosevelt, a faszagyerek                   | FDR: American Badass!                   | Eleanor Roosevelt           |                    |
| 2012 |                                            | Jewtopia                                | Dr. Sutton                  |                    |
| 2013 | Insidious – A gonosz háza                  | Insidious: Chapter 2                    | Elise Rainier               | Szabó Éva          |
| 2013 | Cindy karácsonya                           | All American Christmas Carol            | Barbara Belnap              |                    |
| 2013 |                                            | Crazy Kind of Love (Long Time Gone)     | Denise Mack                 |                    |
| 2013 | Bazi nagy pók                              | Big Ass Spider!                         | Mrs. Jefferson              |                    |
| 2014 |                                            | The Signal                              | Mirabelle                   |                    |
| 2014 |                                            | Grace: The Possession                   | Helen                       |                    |
| 2014 | Ouija                                      | Ouija                                   | Paulina Zander              | Bessenyei Emma     |
| 2015 |                                            | Don Quixote                             | The Grand Lady              |                    |
| 2015 | Insidious – Gonosz lélek                   | Insidious: Chapter 3                    | Elise Rainier               | Tímár Éva          |
| 2015 |                                            | Tales of Halloween                      | Lynn anyja                  |                    |
| 2015 |                                            | Helen Keller vs. Nightwolves            | Helen Keller                |                    |
| 2016 | A szellemgyűjtő                            | Abattoir                                | Allie                       | Molnár Zsuzsa      |
| 2016 |                                            | Buster's Mal Heart                      | Pauline                     |                    |
| 2016 |                                            | The Midnight Man                        | Anna                        |                    |
| 2016 | Ouija: A gonosz eredete                    | Ouija: Origin of Evil                   | Paulina Zander              | Bessenyei Emma     |
| 2017 |                                            | Grow House                              | Mrs. Gilliam                |                    |
| 2017 | Kell a lóvé!                               | All About the Money                     | Mrs. Womack                 |                    |
| 2017 |                                            | The Black Room                          | Mrs. Black                  |                    |
| 2018 | Insidious – Az utolsó kulcs                | Insidious: The Last Key                 | Elise Rainier               | Tímár Éva          |
| 2018 |                                            | Los Angeles Overnight                   | Cousins                     |                    |
| 2018 |                                            | Gothic Harvest                          | Griselda                    |                    |
| 2018 |                                            | The Final Wish                          | Kate Hammond                |                    |
| 2019 |                                            | Room for Rent                           | Joyce                       |                    |
| 2019 |                                            | Get Gone                                | Mama Maxwell                |                    |
| 2019 |                                            | Ambition                                | Lady Bum                    |                    |
| 2019 |                                            | Bayou Tales                             | Margot                      |                    |
| 2020 | Az átok háza                               | The Grudge                              | Faith Matheson              | Tímár Éva          |
| 2020 |                                            | The Voices                              | Vagabond                    |                    |
| 2020 |                                            | Dreamkatcher                            | Ruth                        |                    |
| 2020 |                                            | Jackson's Hole                          | Netter                      |                    |
| 2020 | Az utolsó hívás                            | The Call                                | Edith Cranston              | Kovács Nóra        |
| 2021 |                                            | Ted Bundy: American Boogeyman           | Mrs. Bundy                  |                    |
| 2021 |                                            | Frank and Penelope                      | Ophelia                     |                    |
| 2022 |                                            | We Are Gathered Here Today              | Jean Cole                   |                    |
| 2023 | Insidious – A vörös ajtó                   | Insidious: The Red Door                 | Lin Shaye                   | Szabó Éva          |
| TBA  |                                            | Killing Winston Jones                   | Madeline Jones              |                    |
| TBA  |                                            | Max Reload and the Nether Blasters      | Mrs. Wylder                 |                    |
| TBA  |                                            | The Gnashing                            | Julie                       |                    |

### Televízió
| Év   | Magyar cím                                   | Eredeti cím                            | Szerep                    | Megjegyzések                                     |
| ---- | -------------------------------------------- | -------------------------------------- | ------------------------- | ------------------------------------------------ |
| 1977 |                                              | Sex and the Married Woman              | Sandra                    | tévéfilm                                         |
| 1979 |                                              | The Triangle Factory Fire Scandal      | Freida                    | tévéfilm                                         |
| 1979 |                                              | The Seeding of Sarah Burns             | nővér                     | tévéfilm                                         |
| 1984 |                                              | Summer Fantasy                         | nő a strandon             | tévéfilm                                         |
| 1985 | Alkonyzóna                                   | The New Twilight Zone                  | Kate Simmons              | 1 epizód                                         |
| 1986 | Cagney és Lacey                              | Cagney & Lacey                         | titkárnő                  | 1 epizód                                         |
| 1986 | Falcon Crest                                 | Falcon Crest                           | dohányzó női rab          | 1 epizód                                         |
| 1987 | Ki a főnök?                                  | Who's the Boss?                        | Mrs. Padnick              | 1 epizód                                         |
| 1988 | Út a mennyországba                           | Highway to Heaven                      | Lila Barnes               | 1 epizód                                         |
| 1991 |                                              | Life Goes On                           | szülő                     | 1 epizód                                         |
| 1993 |                                              | Sisters                                | rémálom házigazda         | 1 epizód                                         |
| 1994 |                                              | My So-Called Life                      | szülő                     | 1 epizód                                         |
| 1996 | Frasier – A dumagép                          | Frasier                                | Anne                      | 1 epizód                                         |
| 1997 |                                              | Perversions of Science                 | ápolónő                   | 1 epizód                                         |
| 1998 |                                              | Becker                                 | Mrs. Cooper               | 1 epizód                                         |
| 2004 | Bostoni halottkémek                          | Crossing Jordan                        | Leather Lauren            | 1 epizód                                         |
| 2006 | A nevem Earl                                 | My Name Is Earl                        | Paul anyja                | 1 epizód                                         |
| 2007 | Édes, drága titkaink                         | Dirty Sexy Money                       | Leslie Donovan            | 1 epizód                                         |
| 2009 | Vészhelyzet                                  | ER                                     | Margaret                  | 1 epizód                                         |
| 2013 | Doktor Addison                               | Private Practice                       | Mrs. Taylor               | 1 epizód                                         |
| 2015 |                                              | Things You Shouldn't Say Past Midnight | Mrs. Abramson             | 3 epizód                                         |
| 2016 |                                              | Still the King                         | Ruthie                    | 1 epizód                                         |
| 2016 |                                              | American Gothic                        | Lila                      | 1 epizód                                         |
| 2016 |                                              | Grip and Electric                      | Glenda                    | 4 epizód                                         |
| 2019 |                                              | EastSiders                             | Diane                     | 2 epizód                                         |
| 2024 | Los Angeles-i rémtörténetek: Angyalok városa | Penny Dreadful: City of Angels         | Dottie Minter             | 6 epizód                                         |
| 2025 | Gyakori mellékhatások                        | Common Side Effects                    | Sonia Applewhite (hangja) | - 3 epizód - magyar hangja: - Menszátor Magdolna |

## Fordítás
- Ez a szócikk részben vagy egészben  a   Lin Shaye című angol Wikipédia-szócikk fordításán alapul.  Az eredeti cikk szerkesztőit annak laptörténete sorolja fel. Ez a jelzés csupán a megfogalmazás eredetét és a szerzői jogokat jelzi, nem szolgál a cikkben szereplő információk forrásmegjelöléseként.